# Przylądek Brytyjski
Przylądek Brytyjski (ang. British Point) – przylądek na Wyspie Króla Jerzego, na wschodnim wybrzeżu Półwyspu Kellera, nad Zatoką Martela, w pobliżu stacji antarktycznej Comandante Ferraz. Jest najdalej na wschód wysuniętym punktem Półwyspu Kellera.